# Adolf Nöcker
Adolf Franz Gerard Nöcker (* 16. August 1856 in Köln; † 27. April 1917 ebenda) war ein deutscher Architekt in Köln. Sein Neffe war der Architekt Peter Franz Nöcker.

## Leben

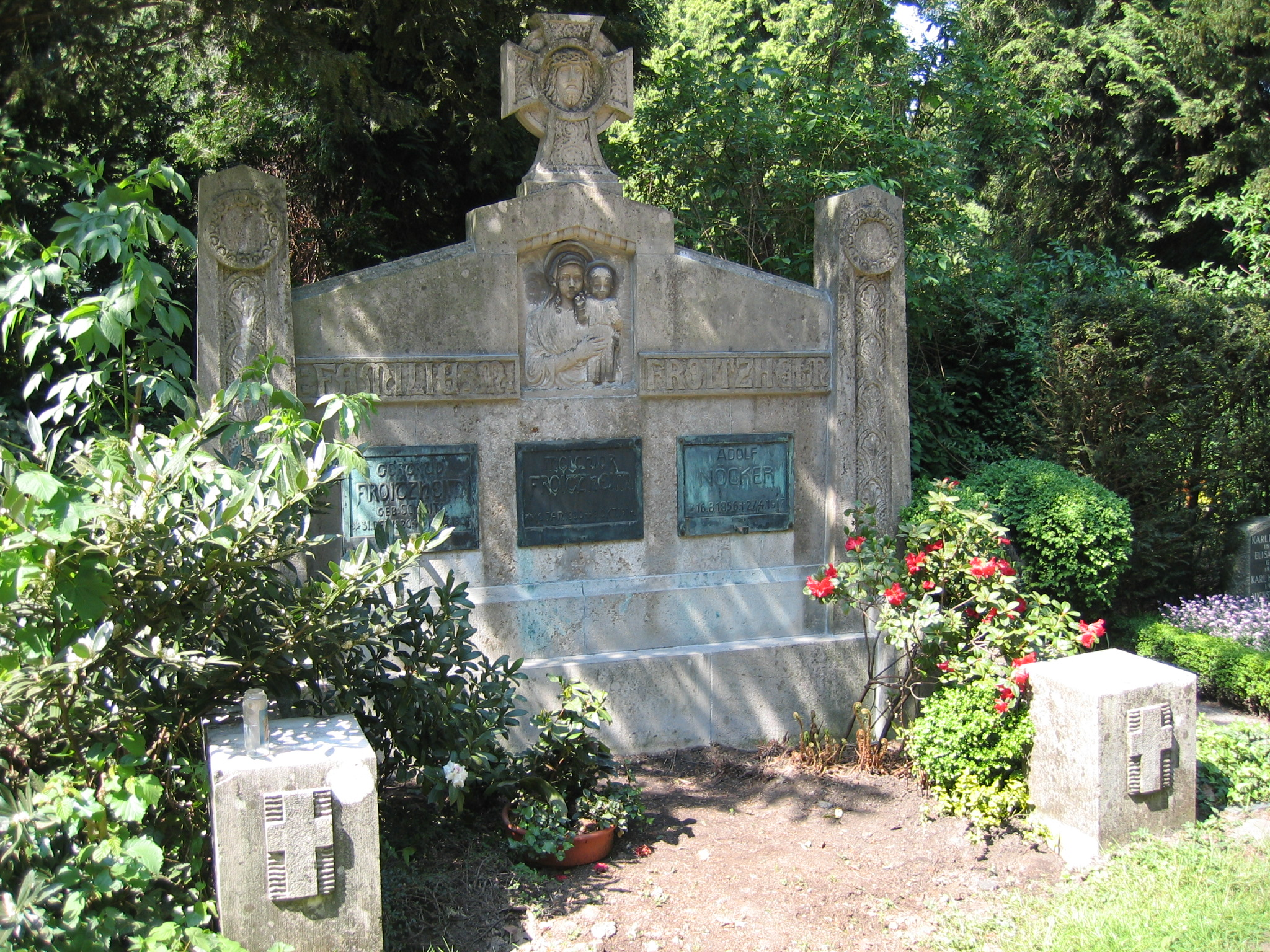
Nöckers Grab auf dem Kölner Südfriedhof

Nöcker studierte an der Technischen Hochschule Aachen und der Technischen Hochschule (Berlin-)Charlottenburg. Dort war er unter anderem Schüler von Franz Ewerbeck, Karl Henrici und Julius Raschdorff. Ab 1880 arbeitete er als Architekt in Köln. Von 1904 bis 1917 war er Stadtverordneter in Köln als Vertreter der Zentrumspartei. Er gehörte zu den Gründern des Bundes Deutscher Architekten, des Meister-Wilhelm-Bundes und des Vereins Ars Sacra.
Adolf Nöcker starb im Alter von 60 Jahren und wurde auf dem Kölner Südfriedhof (Flur 20) beigesetzt.
In Köln-Bickendorf ist die Nöckerstraße nach ihm benannt.

## Bauten in Köln

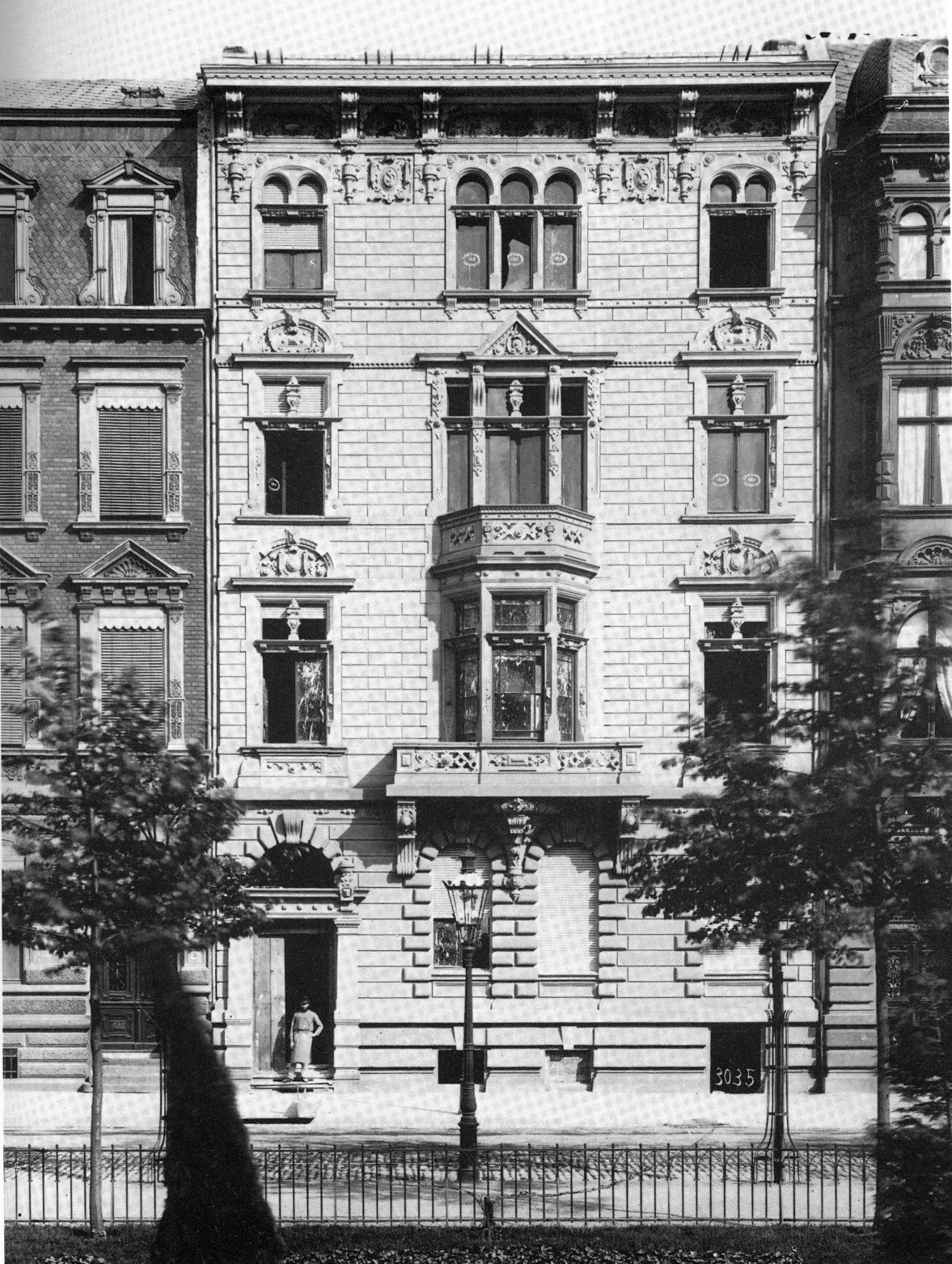
Haus Kaiser-Wilhelm-Ring 38 in Köln

- 1885–1886: Villa Sachsenring 34 in Neustadt-Süd
- 1886–1887: Villengruppe Sachsenring 28, 30 und 32 in Neustadt-Süd
- 1887–1888: Haus Kaiser-Wilhelm-Ring 38 in Neustadt-Nord
- 1892–1893: Wohn- und Geschäftshaus Augustinerplatz 12 in Altstadt-Süd
- 1896–1898: Kloster Maria Hilf in Neustadt-Süd, Rolandstraße 57–61
- 1900:–9999 Wettbewerbsentwurf für den Neubau der katholischen Kirche St. Michael am Brüsseler Platz in Neustadt-Nord[5]